# 이문원 (1906년)
이문원(李文源, 1906년 익산 ~ 1969년 2월 15일)은 대한민국의 정치인이다.

## 약력
- 전주사범학교를 졸업하였다.
- 1948년 5월 10일 : 제헌 국회의원(전북 익산을)
- 1949년 5월 20일, 국회 프락치 사건으로 체포되었다.[2]
- 한국 전쟁 때 조선민주주의인민공화국으로 갔다.

## 역대 선거 결과
| 실시년도 | 선거   | 대수 | 직책     | 선거구         | 정당   | 득표수   | 득표율          | 순위 | 당락 | 비고 |
| -------- | ------ | ---- | -------- | -------------- | ------ | -------- | --------------- | ---- | ---- | ---- |
| 1948년   | 총선   | 1대  | 국회의원 | 전북 익산군 을 | 무소속 | 11,539표 | \| \| 36.13% \| | 1위  |      | 초선 |
|          | 36.13% |      |          |                |        |          |                 |      |      |      |

## 참고자료
- 《대한민국 의정총람》, 국회의원총람발간위원회, 1994년
- 이문원 - 대한민국헌정회